# Humlebæk
Humlebæk – miasto w Danii, w regionie Stołeczny, w gminie Fredensborg.